# Sztereoszkópia
A sztereoszkópia olyan képalkotási módszereket foglal egybe, mely segítségével egy képben a térlátás illúziója kelthető. A térlátás mindennapi szinten úgy valósul meg, hogy a szemeink által észlelt két enyhén eltolt képet agyunk valós időben feldolgozza és egybeteszi (lásd sztereopszis). Ha tehát két enyhén eltolt pontból készített képet bemutatunk külön a megfelelő szemnek, kialakul egy virtuális mélységérzet.

## Képkészítés
Ahhoz, hogy egy képbeli jelenetet térben felfoghassunk, szükség van két képre valójában. Fényképek esetén, ha a tárgy nyugalomban van, ez megvalósítható egy szokásos fényképezőgéppel is, de ügyelni kell a képek összhangjára, és főleg a két kép közti távolságra.

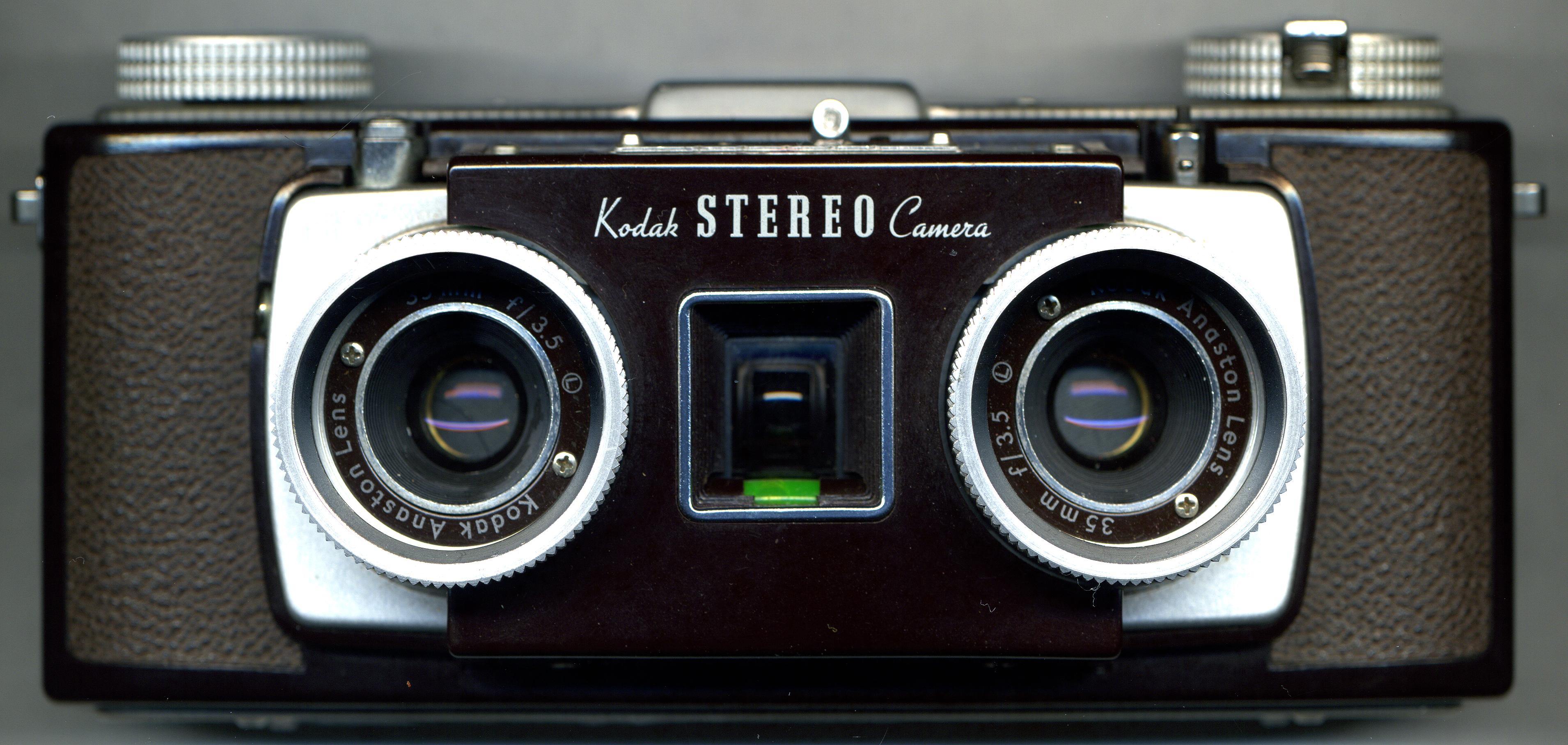
Kodak sztereó fényképezőgép

Egy sztereó fényképezőgép trivializálja az eljárást, mivel képes egyszerre legalább két képet készíteni különböző objektíveken keresztül. A lencsetávolság általában megfelel az átlagos szemtávolságnak (63 – 65 mm) ; ezt a távolságot sztereó alapvonalnak hívják.
A 63 mm-es alapvonal akkor tökéletes, ha a kamera-tárgytávolság megfelel a képernyő-megfigyelő távolsággal. Ha tudjuk, hogy a megfigyelő távolabbról vagy közelebbről fogja szemügyre venni a 3D képet, az alapvonalat be kell állítani, hogy megfeleljen a kivetítési távolság és a fényképezési távolság arányának.
Távoli tárgyaknál (pl. tájképek) jóval nagyobb alapvonal használható, hogy kiemelje a térhatást a képben (valóságban ez nem történik meg, távoli hegyek megfigyelésekor nem érzékeljük azokat térben a nagy távolság miatt). Ez a metódus azt a benyomást kelti, mintha a megfigyelő egy óriássá változna.

## Módszerek
Függetlenül attól, hogy miképp jut el a szemig a vizuális információ, biztosítani kell azt, hogy a szem csak a neki megfelelő képet láthassa, a másik szemnek utaltat nem.
A legegyszerűbb, ha a kisméretű képeket nagyon közel helyezzük a szemekhez, biztosítva a hatást. A virtuális-valóság szemüvegek például így működnek, és a hozzárendelt számítógép automatikusan generálja a megfelelő képet mindkét kis kijelzőre.

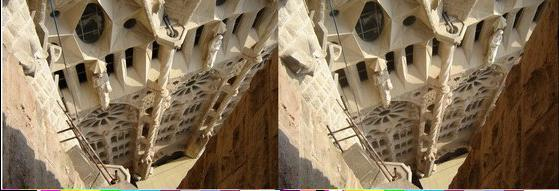
Sztereogram

Szabad szemmel a legsikeresebb térhatást egy autosztereogram kelti.

### Sztereográf és sztereografikus képek

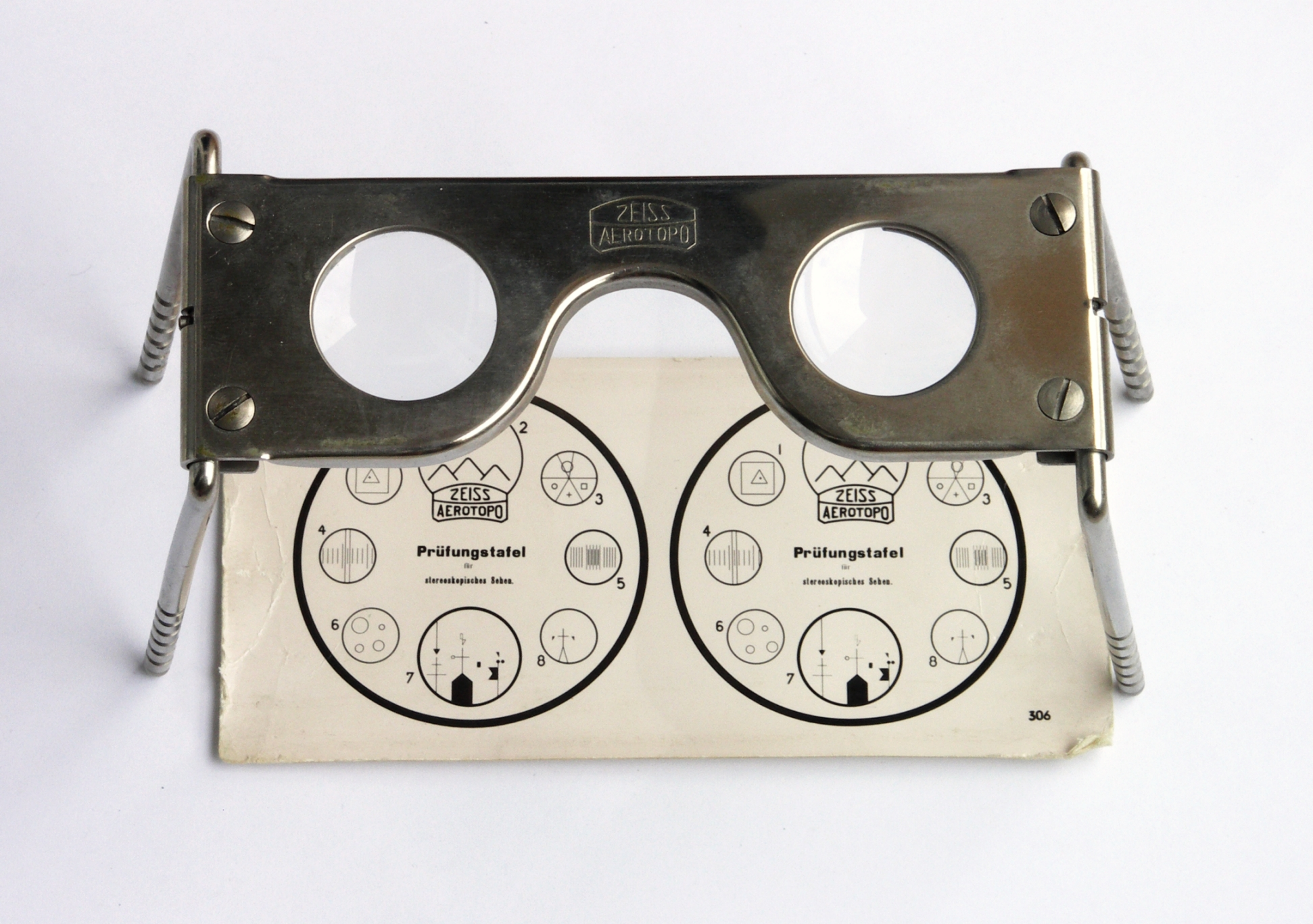
Egy zsebsztereográf

A sztereografikus képek egymás mellé nyomtatottak, betartva a 63 mm-es alapvonalat. Ha a nézőnek sikerül, a képpárt közel tartva, hogy a tekintetét a messzibe fókuszálja, akkor létrejön az illúzió. A sztereográf megkönnyíti a módszert, mivel elválasztja a két szem látóterét és megszünteti a zavart.
Ha nagyobb méretű képeket szeretnénk összehangolni, akkor ez egy egyszerű de precízen beállított tükörrendszerrel elérhető; viszont a felállítás nagyon érzékeny a megfigyelő fejmozdulataira. A 3-D megfigyelők ezen a módszeren javítanak.

### 3-D megfigyelők

#### Polarizálás
A képernyő egyszerre két képet vetít ki, polarizálással. A megfigyelők szemüveget viselnek, melyeken polarizáló szűrők vannak. Mivel a szűrő csak azonosan polarizált fényt enged át, a két szembe megfelelő szűrőlencséken át csak a megfelelő kép jut. Lineáris polarizálás eseten a fej vízszintesen kell maradjon, másképp a szűrés nem tökéletes. Cirkuláris polarizálás megszünteti ezt a hatást.

#### Kiegészítő szinkódolás
|                                                                |  |
| Egy anaglif tájkép és a hozzá szükséges vörös-türkiz szemüveg. |  |

Mivel a szem három alapszínben érzékel (vörös, zöld és kék), polarizálás helyett a két szemüveglencse színfiltert tartalmazhat. A leggyakrabb kombináció a vörös - türkiz (zöld + kék) és a kék – sárga (vörös + zöld). A filter csak a neki megfelelő színeket engedi át, tehát ha a két egymásra tett kép megfelelően színkódolva van, az agyunk sikeresen össze tudja állítani a 3-D képet. 
A színkódolás hátránya, hogy a színes képeket (főleg a vörös komponenst) gyakran telítetlenül vagy tompítva adja elő.

#### Aktív módszerek
Az aktív jelszó annyit jelent, hogy a néző által viselt szemüveg és a képernyő kölcsönhatásban vannak. A folyadékkristályos (LCD) szemüveg ennek egy megvalósítási módja. A speciális üveglencse feszültség alatt sötétté válik, különben átlátszó. A képernyő a mozgóképet 48 kép/másodperc sebességgel adja elő (a szokásos 24-hez képest), mivel az individuális képek váltakozva jobb/bal szemnek valók. A szemüveg ezzel szinkronizáltan nyitja-csukja a lencséket, akár egy fényképezőgép redőnyzárja.

#### Autosztereoszkópia
Az autosztereószkopikus 3D kivetítők képesek követni a fej mozgásait, vagy különböző megfigyelési szögekből különböző kép látható rajtuk, így többnyire hihető 3D illúziót tudnak kelteni speciális szemüveg hordása nélkül is.

## Külső linkek
- A háromdimenziós és sztereoszkopikus képek megjelenítésének módszerei és lehetőségei Archiválva 2010. április 7-i dátummal a Wayback Machine-ben